# Aivaras Mikutis
Aivaras Mikutis, né le 16 septembre 2002, à Kvėdarna, est un coureur cycliste lituanien.

## Biographie
En 2019 et 2020, Aivaras Mikutis devient champion de Lituanie du contre-la-montre chez les juniors (moins de 19 ans). Il rejoint ensuite l'équipe continentale Ampler-Tartu2024, qui est destinée aux coureurs baltes. En juin 2021, il est sacré champion de Lituanie sur route dans la catégorie des espoirs (moins de 23 ans).

## Palmarès sur route

### Par année
- 2019
  -  Champion de Lituanie du contre-la-montre juniors
- 2020
  -  Champion de Lituanie du contre-la-montre juniors
  - Tartu Juunioride Velotuur
- 2021
  -  Champion de Lituanie sur route espoirs
  - 2e du championnat de Lituanie sur route
  - 2e du championnat de Lituanie du contre-la-montre
  - 3e du championnat de Lituanie de poursuite par équipes
- 2022
  -  Champion de Lituanie du contre-la-montre
  -  Champion de Lituanie sur route espoirs
  - 2e du championnat de Lituanie sur route
  - 3e du Flanders Tomorrow Tour
  - 3e du Grand Prix de la Somme
- 2023
  -  Champion de Lituanie du contre-la-montre
  - 5e du championnat d'Europe du contre-la-montre espoirs
- 2024
  - 2e du championnat de Lituanie sur route
  - 2e du championnat de Lituanie du contre-la-montre
  - 6e du championnat d'Europe du contre-la-montre espoirs
- 2025
  -  Champion de Lituanie sur route
  -  Champion de Lituanie du contre-la-montre

### Classements mondiaux
| Année                                 | 2021 | 2022 | 2023 | 2024 |
| ------------------------------------- | ---- | ---- | ---- | ---- |
| Classement mondial                    | 397e | 363e | 766e | 743e |
| UCI Europe Tour                       | 328e | 292e | nc   | nc   |
|                                       |      |      |      |      |
| Légende : nc = non classéSource : UCI |      |      |      |      |

## Palmarès sur piste

### Championnats nationaux
- 2021
  - 3e du championnat de Lituanie de poursuite par équipes
- 2022
  -  Champion de Lituanie de l'élimination
  -  Champion de Lituanie de course aux points
  -  Champion de Lituanie du scratch
  - 2e du championnat de Lituanie de l'omnium
  - 3e du championnat de Lituanie de poursuite par équipes